# Кечмания 12
Кечмания 12 (на английски: WrestleMania XII) е дванадесетото годишно pay-per-view събитие от поредицата Кечмания, продуцирано от Световната федерация по кеч (WWF). Събитието се провежда на 31 март 1996 г. в Анахайм, Калифорния.

## Обща информация
В основното събитие Брет Харт губи Световната титла в тежка категория на WWF от Шон Майкълс в 60-минутен мач Железния човек. В завръщането си в компанията след четиригодишна пауза, Ултимейт Уориър побеждава Хънтър Хърст Хелмсли. Роди Пайпър има първия си мач от 1994 г., след което отива в WCW.

## Резултати
| №                                         | Резултати | Правила                                                                    | Време   |
| ----------------------------------------- | --- | -------------------------------------------------------------------------- | ------- |
| 1                                         | Британския Булдог, Оуен Харт и Вейдър (с Джим Корнет) побеждават Ахмед Джонсън, Джейк Робъртс и Йокозуна (с Мистър Фуджи) | Шесторен отборен мач                                                       | 13:08   |
| 2                                         | Роди Пайпър поб. Златен прах (ш) (с Марлена)                                                                              | Мач Холивудски въргал                                                      | 16:47   |
| 3                                         | Ледения Стив Остин (с Тед Дибиаси) поб. Савио Вега                                                                        | Индивидуален мач                                                           | 10:05   |
| 4                                         | Ултимейт Уориър поб. Хънтър Хърст Хелмсли (със Сейбъл)                                                                    | Индивидуален мач                                                           | 01:39   |
| 5                                         | Гробаря (с Пол Беърър) поб. Дизел                                                                                         | Индивидуален мач                                                           | 16:46   |
| 6                                         | Шон Майкълс (с Жозе Лотарио) поб. Брет Харт (ш)                                                                           | 60-минутен Мач Железния човек за Световната титла в тежка категория на WWF | 1:01:52 |
| - (ш) – указва шампиона/шампионите в мача | |                                                                            |         |